# Hockeria minator
Hockeria minator är en stekelart som först beskrevs av Walker 1862.  Hockeria minator ingår i släktet Hockeria och familjen bredlårsteklar. Inga underarter finns listade i Catalogue of Life.